# DJM Records
La Dick James Music Records (DJM Records) è stata un'etichetta discografica britannica, fondata nel 1969 da Dick James.
Era distribuita dalla Pye Records in Inghilterra e da altre etichette in varie parti del mondo.
È nota per aver messo sotto contratto Elton John sin dagli inizi della sua carriera; infatti, quando il pianista di Pinner era ancora uno sconosciuto, firmava ancora decine di canzoni per altri artisti come Roger Cook e Lulu; in seguito però, notando le loro potenzialità, la casa discografica pubblica alcuni singoli (I've Been Loving You, primo singolo a nome Elton John, Lady Samantha e It's Me That You Need) e un album di esordio, Empty Sky (1969): ancora acerbo, realizzato con pochi mezzi e senza un vero produttore (Steve Brown era un tecnico della DJM), non ottiene riscontri commerciali. Ma mostra già un certo talento compositivo e riceve apprezzamenti da parte della critica; così, la Dick James Music decide di offrire una seconda chance ad Elton e Bernie, pubblicando nel 1970 l'album Elton John e ingaggiando Gus Dudgeon; da allora, Elton conobbe un successo mondiale inarrestabile, e la DJM Records pubblicò (ma non negli Stati Uniti e in Canada, dove operava la MCA Records) LP come Tumbleweed Connection (1970), Madman Across the Water (1971), Honky Château (1972), Don't Shoot Me I'm Only the Piano Player (1972), Goodbye Yellow Brick Road (1973) e Captain Fantastic and the Brown Dirt Cowboy (1975). L'ultimo disco della rockstar pubblicato dalla casa discografica fu il live Here and There, del 1976: in quell'anno, infatti, John firmò con la Rocket Records, etichetta della quale era proprietario.
La Dick James Music Records ha inoltre messo sotto contratto Dave Sealy (il suo brano It Takes A Thief è il primo singolo pubblicato dalla casa discografica), Roger Hodgson (prima che si unisse ai Supertramp, aveva pubblicato, a nome Argosy, il singolo Imagine/Mr Boyd con quest'etichetta), i Mr. Bloe, Danny Kirwan dei Fleetwood Mac, i Tremeloes, Dennis Waterman e Johnny "Guitar" Watson, oltre a diversi collaboratori di Elton John.
Dopo la morte del fondatore e proprietario Dick James (1986), il catalogo della DJM Records è stato acquistato dalla PolyGram.